# Molinicos
Molinicos ist eine Gemeinde in der spanischen Provinz Albacete der Autonomen Region Kastilien-La Mancha.
Sie liegt im Landkreis Sierra del Segura. Die Höhe über Meer beträgt 800 m.

## Wirtschaft
Neben der mittlerweile nicht mehr so bedeutenden Landwirtschaft wird der größte Teil des Bruttosozialprodukts der Molinicos im Dienstleistungssektor erwirtschaftet.

## Einwohnerentwicklung
| Jahr      | 1900  | 1920  | 1930  | 1950  | 1970  | 1981  | 1991  | 2000  | 2010  |
| Einwohner | 2 061 | 2 743 | 3 867 | 4 989 | 2 601 | 2 084 | 1 613 | 1 288 | 1 060 |

1991: Stand vom 1. März; 1996: Stand vom 1. Mai; ab 1998: Stand vom 1. Januar

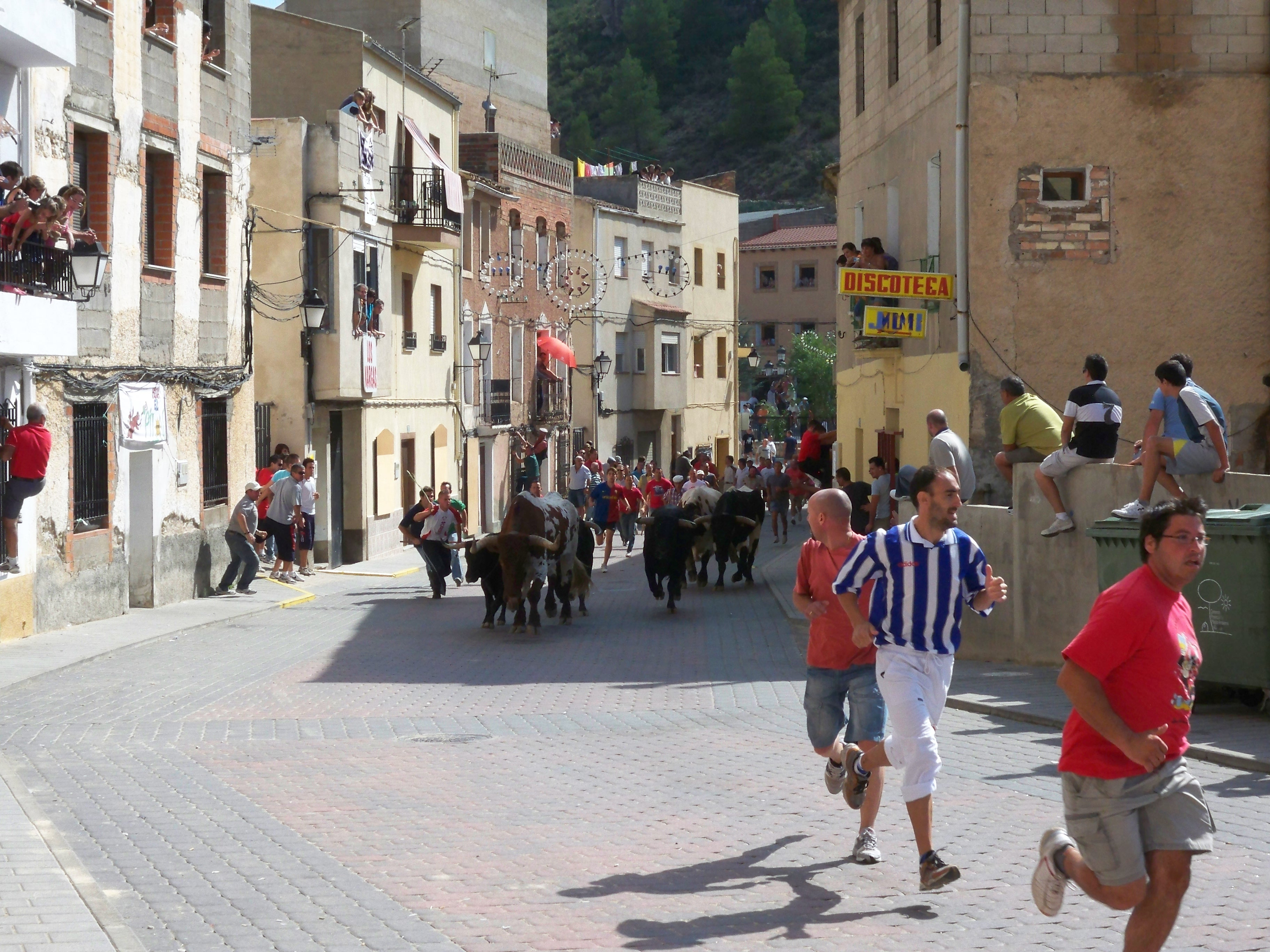
Encierro
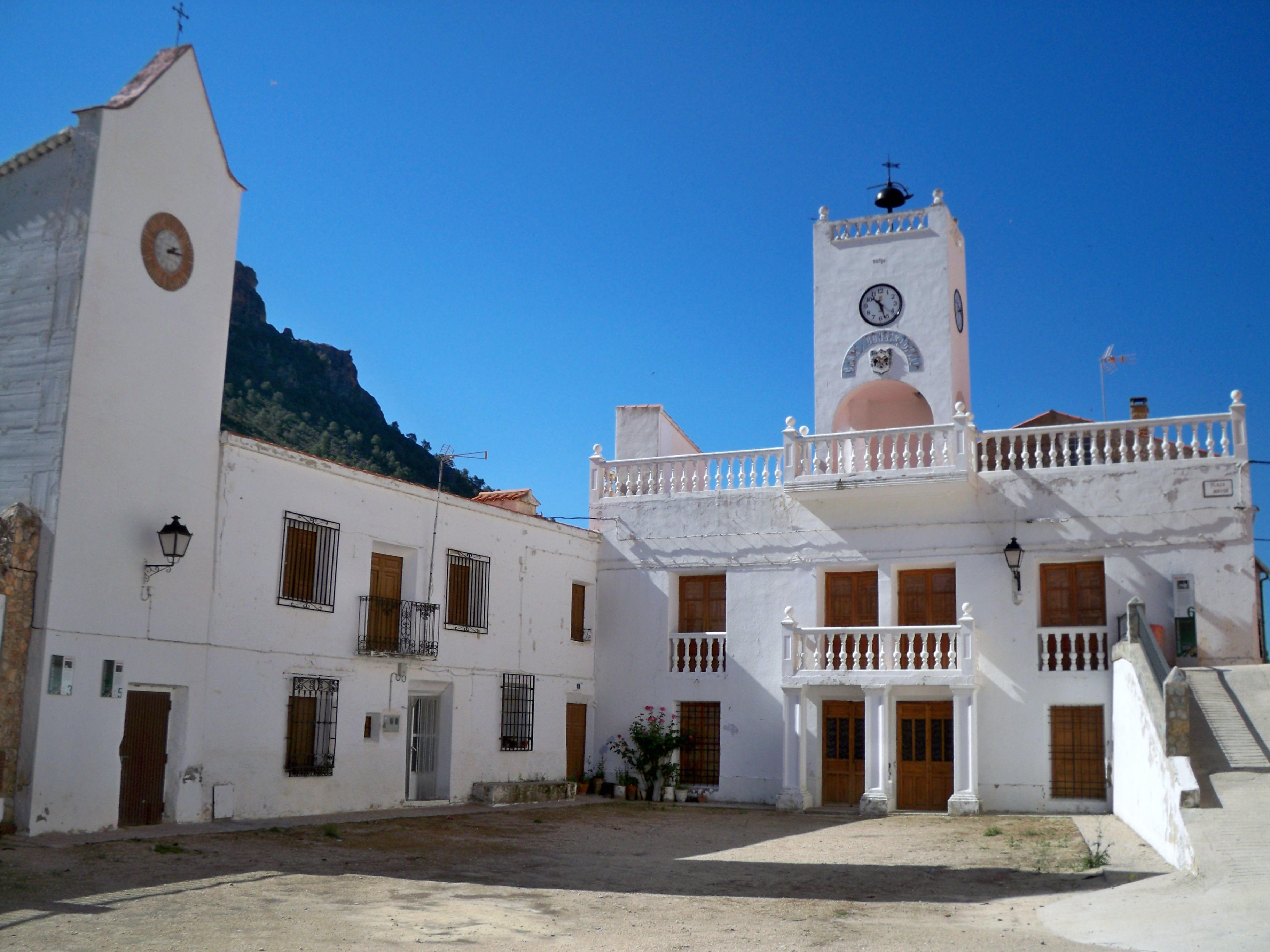
Plaza Mayor
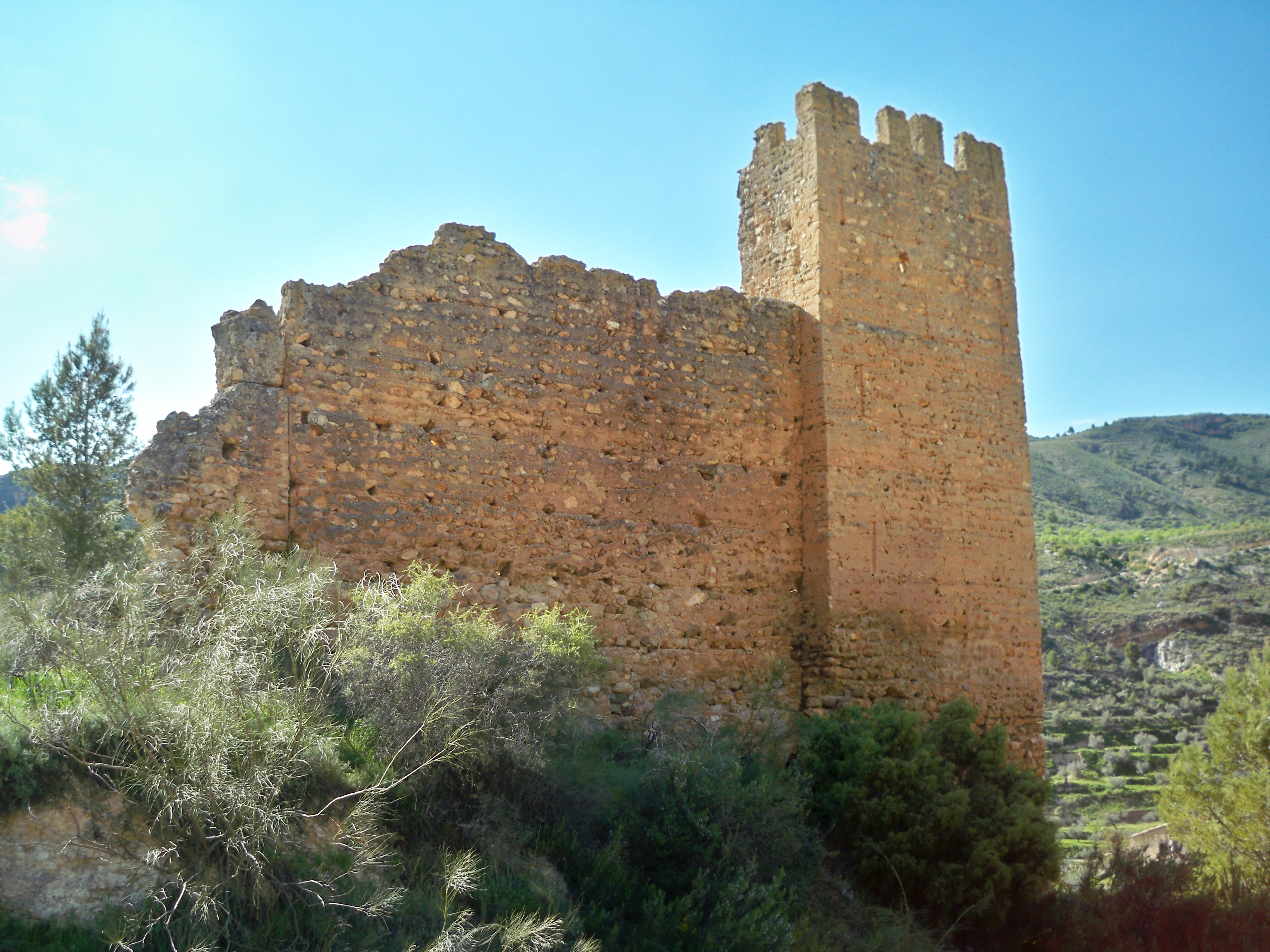
Burg